# Praxis mit Meerblick – Hart am Wind
Hart am Wind ist ein deutscher Fernsehfilm von Gunnar Fuss aus dem Jahr 2021. Es handelt sich um den zwölften Film der ARD-Reihe Praxis mit Meerblick mit Tanja Wedhorn als Ärztin Nora Kaminski in der Hauptrolle. In tragenden Rollen sind Benjamin Grüter, Dirk Borchardt, Patrick Heyn, Morgane Ferru, Lukas Zumbrock, Michael Kind und Petra Kelling besetzt. Justus Johanssen, Barbara Prakopenka und Mats Kampen sind die Haupt-Gaststars dieser Folge.
Die Erstausstrahlung des Films erfolgte am 2. April 2021 auf dem ARD-Sendeplatz Endlich Freitag im Ersten.

## Handlung
Der Kite-Surfer Ben Kralmann verunglückt vor den Augen von Klinikarzt Dr. Heckmann, der gerade am Strand meditiert. Das Notarztauto mit Inselärztin Nora Kaminski wird gerufen, die erste Maßnahmen ergreift. Noras Diagnose lautet: Verdacht auf Thoraxtrauma. Bens Freund Matti äußert gegenüber Nora den Verdacht, dass es sein könne, dass Ben den Unfall absichtlich herbeigeführt habe, um zu sterben. Er habe gesehen, wie Ben kurz zuvor mit seinem Bruder Tobias gestritten habe und außerdem wolle er seine Surfschule verkaufen, die immer sein Lebenstraum gewesen sei. Nora hakt bei Ben nach. Ben meint, der Wind habe seinen Gleitschirm erwischt, er bringe sich doch nicht um. Er bittet Nora noch, seinem Bruder zu sagen, dass er ihn gern sprechen möchte. Statt seines Bruders besucht Pia Kralmann Ben jedoch heimlich spätabends, während er schläft, und küsst ihn zärtlich auf die Stirn. Pia Kralmann bittet Nora um ein Gespräch, sie erzählt ihr, dass sie sich in Ben, den Bruder ihres Mannes, verliebt habe.
Kai Kaminski und seine Freundin Mandy erwarten in Kürze ihr Kind, auch wenn Kai nicht der biologische Vater ist, sondern der Pfleger Jan Claasen. Das Paar plant erst einmal für drei Monate mit dem Neugeborenen nach Kanada zu gehen. Kai ist dort eine lukrative Stelle beim Generalkonsulat angeboten worden. Als Mandy plötzlich jedoch einen Rückzieher macht, entscheidet sich Kai gegen Kanada. Er hat große Angst, dass Mandy sich wieder Jan Claasen zuwendet, der plötzlich auch bei der Geburt dabei sein will.
Noras Vermieterin Roswitha Wing ist nervös wegen einer Ausstellung ihrer Bilder auf Rügen, da ihr noch drei zur Vervollständigung fehlen. Diese fertigzustellen fällt ihr schwerer, als sie gedacht hatte. Als Wing sich mit einem Mann trifft, spioniert ihr der befreundete Michael Kubatsky, der Interesse an ihr hat, nach. Er versucht sogar, sie eifersüchtig zu machen. Es stellt sich jedoch heraus, dass es sich bei dem Herrn, mit dem Roswitha sich getroffen hat, um den Mäzen handelt, der ihre Bilderausstellung organisiert hat. Mit Stolz nimmt Kubatsky zur Kenntnis, dass Roswitha ein Porträt von ihm gemalt hat, das er in der Ausstellung erstmals sieht. Auf seine Frage, was so ein Bild von ihm kosten würde, antwortet Roswitha mit einem Lächeln: „Unbezahlbar“.
Doris Hebestreit, eine Patientin von Nora Kaminski, macht der Ärztin Probleme. Sie bricht in ihrem Garten zusammen. Nora lässt sie ins Krankenhaus einweisen und macht sich Vorwürfe, dass sie nicht bereits am Tag zuvor darauf bestanden hat, dass ihre Patientin ins Krankenhaus geht. Ausgerechnet der Sohn der Patientin, Markus Hebestreit, der der Grund für Doris Hebestreit war, die Ärztin zu bitten, den Termin um einen Tag zu verschieben, macht Nora nun Vorwürfe.
Eine eingehende ärztliche Untersuchung hat ergeben, dass Bens Zustand besorgniserregend ist, da er ein lebensbedrohliches Aneurysma an der Hirnarterie hat. Ben verweigert jedoch ohne weitere Angaben von Gründen die Operation, die allein ihm ein Überleben sichern kann. Wenn er die OP nicht durchführen lässt, kann es bei der kleinsten Anstrengung zu einer Hirnblutung kommen. Bens Bruder, den Nora bittet, auf ihn einzuwirken, reagiert jedoch mit den Worten, er habe keinen Bruder mehr. Nachdem Ben in eine lebensgefährliche Situation gerät, kommt Tobias jedoch endlich zur Besinnung und besucht den nach der Operation noch Bewusstlosen in der Klinik. Seine Frau Pia sitzt bereits an Bens Bett.
Nachdem bei Mandy die Wehen eingesetzt haben, wird sie in die Rügenklinik eingewiesen. Dort kommt es wiederum zu einer Rangelei zwischen Mandys Freund Kai und dem biologischen Vater ihres Kindes Jan Claasen. Als sie Familie und Freunden später glücklich das neue Familienmitglied Anna Nora Petersen präsentiert, meint Kai, die Geburt des Kindes sei das Krasseste, was er je erlebt habe.
Nora Kaminski, der das Beziehungsaus mit Exmann Peer noch immer schwer zu schaffen macht, hat noch ein weiteres Problem zu lösen. Es geht um Sarah Büttner, die sich selbst verletzt, da sie durch ihre Mutter seelischem Stress ausgesetzt ist, den sie nicht mehr bewältigen kann. Ihre Eltern leben getrennt und die Mutter versucht Sarah massiv gegen ihren Vater zu beeinflussen. Das junge Mädchen hat sich durch seine Ritzerei eine Sepsis zugezogen, da sich die Wunden entzündet haben. Nach Noras Eingreifen kommt die Mutter endlich zur Besinnung und findet zusammen mit Sarahs Vater eine Lösung im Interesse der gemeinsamen Tochter.
Bei Mandys Entlassung aus der Klinik sind alle zur Stelle, Michael Kubatsky hält das Ereignis in einem Gruppenfoto fest.

## Produktion

### Produktionsnotizen
Die Dreharbeiten für Hart am Wind erstreckten sich unter den vorgegebenen Corona-Arbeitsschutzauflagen vom 25. August bis zum 24. September 2020. Als Schauplätze dienten die Insel Rügen sowie Berlin.
Die Redaktion lag bei Stefan Kruppa und Christoph Pellander. Die Aufnahmeleitung hatten Sven Arnold und Florian Strutz inne, die Produktionsleitung Patrick Bandt und Sandra Moll für die ARD Degeto, die Herstellungsleitung lag bei Ira Wysocki und die Dramaturgie bei Gunther Eschke. Es handelt sich um eine Produktion der Real Film Berlin GmbH im Auftrag der ARD Degeto für die ARD Das Erste.

### Fragen an die Mitwirkenden
Tanja Wedhorn antwortete auf die entsprechende Frage, dass man sich vorsichtig an die Dreharbeiten unter Coronabedingungen herangetastet habe. Das sei alles neu gewesen, da niemand diesbezügliche Erfahrungen gehabt habe. Sie sei sehr dankbar, dass man Noras Geschichte habe weitererzählen können und habe arbeiten dürfen. Die Beliebtheit der Serie erklärte die Schauspielerin sich damit, dass man ein tolles Ensemble habe, in dem jede Generation vertreten sei, und die einen bunten, quirligen Kosmos von Menschen wie du und ich biete.
Lukas Zumbrock meinte, er könne die Beweggründe seiner Filmfigur Kai nachvollziehen, der sich entscheide eine berufliche Chance auszuschlagen, um bei seiner großen Liebe Mandy zu bleiben. Zumbrock lobte, dass man sich am Set Zeit für die Figuren und deren Probleme nehme, was nicht in jeder Produktion der Fall sei. Das liege am sehr eingespielten Team und an den tollen Kollegen.
Morgane Ferru äußerte auf die Bitte, ihre Figur Mandy in wenigen Worten zu beschreiben: „Offenherzig, loyal, manchmal etwas impulsiv.“ Auf die Frage, was sie Mandy, wenn sie ihre enge Freundin wäre, raten würde hinsichtlich der Schuldgefühle, die sie gegenüber Kai habe, meinte Ferru, sie würde ihr raten, Kai nicht zu schonen oder vor möglicher Reue schützen zu wollen, sondern ihm zu vertrauen, dass er diese Entscheidung durchaus für sich treffen könne und auch in der Lage sei, für sein ganz persönliches Glück selbst die Verantwortung zu übernehmen. Zudem würde sie Mandy raten, ihre Sorgen offen mit Kai zu besprechen und nicht in sich „reinzufressen“, bis sie aus ihr herausplatzen würden oder sie unüberlegte Dinge tun ließen.

## Kritik
Elisa Eberle führte für die Fernsehzeitschrift Prisma aus, es werde „wieder spannend in der vorerst letzten neuen Folge“ der Serie. Der Film unter der Regie von Gunnar Fuß gefalle erneut „durch seine sympathische Hauptdarstellerin und ein traumhaftes Inselambiente, welches den düsteren Corona-Frühling zumindest ein Stück weit“ erleuchte.
Die Redaktion von TV Spielfilm zeigte mit dem Daumen zur Seite, gab für Humor zwei und für Spannung einen von drei möglichen Punkten und zog das Fazit: „Eher ein laues Lüftchen, aber ein angenehmes“.